# HD 102956
HD 102956はおおぐま座にある8等星である。スペクトル分類ではA型主系列星に位置する。太陽より半径は約4.4倍大きく、質量も約1.7倍大きい。

## 惑星系
2010年にHD 102956の周囲を公転している惑星が発見された。この惑星は木星とほぼ同等の質量を持ち、恒星から約0.081AU離れたところを公転している。
| 名称 （恒星に近い順） | 質量           | 軌道長半径 （天文単位） | 公転周期 (日)  | 軌道離心率    | 軌道傾斜角 | 半径 |
| --------------------- | -------------- | ----------------------- | -------------- | ------------- | ---------- | ---- |
| b (Isagel)            | 0.96 ± 0.05 MJ | 0.081 ± 0.002           | 6.495 ± 0.0004 | 0.048 ± 0.027 | —          | —    |

## 名称
2019年、世界中の全ての国または地域に1つの系外惑星系を命名する機会を提供する「IAU100 Name ExoWorldsプロジェクト」において、HD 102956はスウェーデン王国に割り当てられる系外惑星系となった。このプロジェクトは、「国際天文学連合100周年事業」の一環として計画されたイベントの1つで、スウェーデン王国内での選考、国際天文学連合 (IAU) への提案を経て、太陽系外惑星とその母星に固有名が承認されるものであった。2019年12月17日、IAUから最終結果が公表され、HD 102956はAniara、HD 102956 bはIsagelと命名された。これらはいずれも、1974年にノーベル文学賞を受賞しているスウェーデンの作家ハリー・マーティンソンが、1956年に発表したSF叙事詩『アニアーラ』にまつわる名前で、Aniaraは宇宙船の名前、Isagelは宇宙船の操縦士の名前である。